# Shop Assistants
Shop Assistants est un groupe de pop indépendante britannique, originaire d'Édimbourg, en Écosse. Il est actif entre 1984 et 1990.

## Biographie
Le groupe est initialement baptisé Buba and the Shop Assistants, et composé de la chanteuse Annabel Wright (surnommée Aggi), accompagnée par David Keegan à la guitare, Sarah Kneale à la basse et Ann Donald à la batterie.
En 1984, il enregistre son premier single, Something to Do/Dreaming Backwards, produit par Stephen Pastel. Aggi quitte le groupe pour rejoindre les Pastels, elle est remplacée par Alex Taylor. Sous le nom Shop Assistants le groupe enregistre une série de 45-tours en 1985 et 1986. L'EP Shopping Parade est édité juin 1985 par The Subway Organisation, et Safety Net en octobre par 53rd and 3rd, label fondé par David Keegan. I Don't Wanna Be Friends With You est édité l'année suivante par le label indépendant Blue Guitar, une filiale de Chrysalis Records,. Ils enregistrent deux sessions pour l'émission du disc jockey John Peel, diffusée par la station BBC Radio 1, et plusieurs de leurs morceaux figurent dans le Festive 50, classement de fin d'année établi par les auditeurs de Peel.
Le titre It's Up to You, extrait du Shopping Parade EP, est inclus sur la compilation C86 réalisée en 1986 par le magazine New Musical Express et présentant de jeunes groupes britanniques de la scène indie, dont The Pastels et Primal Scream. L'unique album des Shop Assistants est produit par Mayo Thompson, du groupe expérimental américain Red Krayola. Il est édité en novembre 1986 par Blue Guitar. Le disque est réédité au format CD sous le titre Will Anything Happen par Overground Records en 1997, puis par le label Cherry Red Records en 2008.
Les Shop Assistants se séparent en 1987, la chanteuse Alex Taylor fonde alors The Motorcycle Boy avec les membres de Meat Whiplash. Ils se reforment brièvement entre 1989 et 1990, sans le guitariste David Keegan, qui a également rejoint les Pastels,. En 1990, ils enregistrent deux nouveaux singles, Big E Power et Here It Comes, ainsi que le flexi-disc You Trip Me Up, édités par le label Avalanche Records.

## Style musical
Au milieu des années 1980, The Shop Assistants mêle des mélodies simples et pop, à la manière des Pastels, avec des guitares saturées, que l'on retrouve par exemple chez The Jesus and Mary Chain. Ce style noisy pop est remis au goût du jour à la fin des années 2000 par des groupes américains de Brooklyn comme les Vivian Girls ou encore The Pains of Being Pure at Heart, souvent comparés par les critiques aux Shop Assistants et aux autres groupes présents sur la compilation C86 du NME,.

## Discographie

### Album studio
- 1986 : Shop Assistants (Blue Guitar/Chrysalis)

### Singles
- 1984 : Something To Do (sous le nom Buba and the Shop Assistants)
- 1985 : Shopping Parade (EP, juin, The Subway Organisation)
- 1985 : Safety Net (octobre, 53rd & 3rd)
- 1986 : I Don't Wanna Be Friends With You (Blue Guitar/Chrysalis)
- 1990 : Big E Power (Avalanche Records)
- 1990 : Here It Comes (Avalanche Records)
- 1990 :  You Trip Me Up (flexi-disc, Avalanche Records)